# Marcel Jouhandeau
Marcel Jouhandeau, né à Guéret (Creuse) le 26 juillet 1888 et mort à Rueil-Malmaison (Hauts-de-Seine) le 7 avril 1979, est un écrivain français.

## Biographie
Né d'un père boucher dans une famille commerçante de Guéret située rue de la Mairie (actuelle rue de l'Ancienne Mairie), Marcel Henri Paul Jouhandeau est élevé jusqu'à l'âge de neuf ans par sa tante Alexandrine. Marqué au visage par une malformation labiale, il se tourne dès ses jeunes années — sous l'influence d'une jeune fille (Jeanne Martin) qui avait été novice au carmel de Limoges — vers un catholicisme mystique et il envisage son entrée au séminaire.
À la suite d'une lecture, en 1908, il prend conscience de son homosexualité latente et, bien plus tard, parmi ses amants il comptera Michel Leiris,. Cette même année il part pour Paris, étudie quelques mois au lycée Henri-IV, puis à la faculté des lettres. Il écrit alors ses premiers contes. Il devient professeur au collège privé Saint-Jean-de-Passy à partir de janvier 1913.
Son homosexualité entre dès lors en conflit avec sa foi catholique et, toute sa vie, il oscillera entre la célébration du corps masculin et le vécu mortifère de sa sexualité au point qu'en février 1914, dans un élan mystique, il brûle tous ses manuscrits et tente de se suicider. La crise passée, il revient à l'écriture sur les conseils en particulier de son ami Léon Laveine. Il écrit ce qu'il appelle des contes, ce sont des chroniques inspirées par sa ville natale de Guéret qu'il baptise Chaminadour.
Durant la Première Guerre mondiale, il est versé dans le service auxiliaire et affecté à l'arrière comme secrétaire à Guéret. Il publie La Jeunesse de Théophile en 1921 et, en 1924, Les Pincengrain. Ces textes déclenchent une vive animosité des Guérétois à son égard.
Il se marie à quarante ans, le 4 juin 1929, à Paris, avec une ancienne danseuse, Élisabeth Toulemont, dite Caryathis, Élise dans son œuvre. Amie de Jean Cocteau et de Max Jacob, elle avait été la maîtresse de Charles Dullin. Élise espère détourner son mari de ses penchants pour les garçons mais, au cours des années 1930, ceux-ci l'emporteront à nouveau et s'imposeront définitivement à la fin de sa vie. Il en parle ouvertement dans divers ouvrages comme Chronique d'une passion, Du pur amour, Tirésias.
Les Jouhandeau habitent Paris près de la porte Maillot. Ses livres sont publiés aux éditions Gallimard (sept titres chez Grasset à la suite d'une brouille avec Gaston). Professeur de latin durant 37 ans afin d'assurer sa sécurité financière à côté de son oeuvre, il part à la retraite en juillet 1949.
De 1936 à 1941, il écrit quatre articles antisémites dont trois seront réunis dans une plaquette, Le Péril juif, éditée par Sorlot. En 1941, il participe au « congrès de Weimar » (organisé par Goebbels) sur l'invitation de Gerhard Heller. Partent avec lui Abel Bonnard, Pierre Drieu la Rochelle, Brasillach, Fabre-Luce, Chardonne, Fraigneau, Fernandez. En décembre 1941, Jouhandeau publie Témoignage, un court article où il développe son admiration pour l'Allemagne, dans La NRF de Drieu. À la Libération, son dossier sera classé sans suite. Dans ses Journaliers, longue chronique de 28 volumes, il reviendra à plusieurs reprises sur cette période de son œuvre.
En mai 1944, Élise Jouhandeau dénonce à la Gestapo Jean Paulhan comme « Juif », et Bernard Groethuysen, comme « communiste ». Marcel Jouhandeau prévient ainsi Paulhan de l'acte de sa femme : « Ce que j'aime le plus au monde a dénoncé ce que j'aime le plus au monde[réf. nécessaire] ».
Vers 1949, les Jouhandeau recueillent une fillette, Céline. Son éducation est un échec. À sa majorité elle met au monde un garçon, Marc, que les Jouhandeau adopteront (le père est reparti pour l'Italie, abandonnant mère et enfant). C'est finalement le vieux Jouhandeau (à plus de 80 ans) qui s'occupera de Marc : l'enfant est omniprésent dans les derniers "Journaliers" et devient la raison de vivre du vieil auteur.
En 1950, il adhère à l'Association des amis de Robert Brasillach.
Roger Peyrefitte le décrit plusieurs fois dans ses romans sous le pseudonyme transparent de Marcel Jouvenceau. Ce dernier personnage ayant été présenté dans Les Juifs comme un antisémite, Jouhandeau porta plainte contre l’auteur mais fut débouté.
Élise Jouhandeau meurt en 1971. Ce couple infernal occupe une place importante dans l'œuvre.
Atteint de cécité, Marcel Jouhandeau cesse d'écrire en 1974. Il consacre ses dernières années à son petit-fils Marc et meurt d'un cancer de l'estomac en 1979 à Rueil-Malmaison, son domicile depuis 1960.

## Postérité
Jouhandeau est un auteur prolifique, sa production littéraire, généralement autobiographique, comportant quelque 120 livres,,, même si son œuvre peut être jugée répétitive et inégale par la critique. Une association de ses lecteurs a été constituée.
Les journaliers de Marcel Jouhandeau ont eu dans la postérité nombre de diaristes reprenant le même schéma : Jean-Patrick Manchette, Mathieu Galey, Renaud Camus, Pascal Sevran qui le cite comme son auteur de référence avec aussi Jacques Chardonne,, Yann Moix, Patrick Sansano, Mathieu François du Bertrand.

## Œuvres
- La Jeunesse de Théophile (1921)
- Les Pincengrain (1924)
- Les Térébinthe (1926)
- Prudence Hautechaume (1927)
- Monsieur Godeau intime (1926)
- Astaroth (1929)
- Le Parricide imaginaire (1930)
- Éloge de l'imprudence (1931)
- Le Journal du coiffeur (1931)
- L'Amateur d'imprudences (1932)
- Tite-le-long (1932)
- Monsieur Godeau marié (1933)
- Chaminadour I (1934)
- Algèbre des valeurs morales (1935)
- Le Saladier (1936)
- Chaminadour II (1936)
- Le Péril juif (1937)
- Chroniques maritales (1938) — prix Lasserre 1938.
- De l'abjection (1939)
- Chaminadour III (1941)[24]
- L'Oncle Henri (1943)
- Chronique d'une passion (1944)[25]
- Essai sur moi-même (1947)
- [anonyme], Carnets de Dom Juan, Paris, chez Paul Morihien (1947)
- Scènes de la vie conjugale (1948)
- Mémorial (1948-1972)
- [anonyme], Le Voyage secret, Édition confidentielle (1949)
- La Faute plutôt que le scandale (1949)
- L'Imposteur ou Elise iconoclaste (1950), couverture de Robert Joel (d).
- Élise architecte (1951)
- Éloge de la volupté (1951)
- Notes sur la magie et le vol Editions Les Pas Perdus, Paris (1952)
- Dernières Années et Mort de Véronique (1953)
- L'École des garçons (1953)
- [anonyme], Tirésias (1954), illustré par Élie Grekoff.
- Contes d'enfer (1955)
- Éléments pour une éthique (1955)
- Léonora ou les Dangers de la vertu (1955)
- Réflexions sur la vieillesse et la mort (1956)
- Théâtre sans spectacle (1957)
- Carnets de l'écrivain (1957)
- L'École des filles (1960)
- Descente aux Enfers (1961)
- Journaliers (1961–1978)
- Trois Crimes rituels (1962)
- Riposte à Roger Perfide (1965)
- Le Parricide imaginaire (1967)
- Du pur amour (1970)
- Azaël (1972)

Posthumes :
- Journal sous l'Occupation suivi de La Courbe de nos angoisses (1980)
- Pages égarées (1980) [26]
- Écrits secrets : Le Voyage secret, Carnets de Don Juan, Tirésias (3 vol., 1988)
- Le Moi-même, illustré de 50 portraits photographiques de Daniel Wallard, Actes-Sud, 1994

### Mémorial
- Le Livre de mon père et de ma mère - Mémorial t. 1, 1948[27]
- Le Fils du boucher - Mémorial t. 2, 1951
- La Paroisse du temps jadis - Mémorial t. 3, 1952
- Apprentis et garçons - Mémorial t. 4, 1953
- Le Langage de la tribu - Mémorial t. 5, 1955
- Les chemins de l'adolescence - Mémorial t. 6, 1958
- Bon an, Mal an 1908-1928 - Mémorial t. 7, 1972

### Journaliers
- Journaliers - Journaliers t. 1, 1957-1959
- Les Instantanés de la mémoire - Journaliers t. 2, 1959
- Littérature confidentielle - Journaliers t. 3 , 1959
- Que tout n'est qu'allusion - Journaliers t. 4, 1960
- Le Bien du mal - Journaliers t. 5, 1960
- Être inimitable - Journaliers t. 6, 1960
- La Malmaison - Journaliers t. 7, 1960-1961
- Que la vie est une fête - Journaliers t. 8, 1961
- Que l'amour est un - Journaliers t. 9, 1961
- Le Gourdin d'Élise - Journaliers t. 10, 1962
- La Vertu dépaysée - Journaliers t. 11, 1962
- Nouveau Testament - Journaliers t. 12, 1963
- Magnificat - Journaliers t. 13, 1963
- La Possession - Journaliers t. 14, 1963
- Confrontation avec la poussière - Journaliers t. 15, 1963-1964
- Aux cent actes divers - Journaliers t. 16, 1964
- Gémonies - Journaliers t. 17, 1964
- Paulo minus ab angelis - Journaliers t. 18, 1964-1965
- Un second soleil - Journaliers t. 19, 1965
- Jeux de miroirs - Journaliers t. 20, 1965-1966
- Orfèvre et Sorcier ou invraisemblable et vrai - Journaliers t. 21, 1966-1967
- Parousie - Journaliers t. 22, 1967-1968
- Souffrir et être méprisé - Journaliers t. 23, 1968-1969
- Une gifle de bonheur - Journaliers t. 24, 1969-1970
- La Mort d'Élise - Journaliers t. 25, 1970-1971
- Nunc dimittis - Journaliers t. 26 ,1971-1972
- Du singulier à l'éternel - Journaliers t. 27, 1972-1973
- Dans l'épouvante le sourire aux lèvres - Journaliers t. 28, 1973-1974

### Correspondance
- Max Jacob, Lettres à Marcel Jouhandeau, éd. Anne Kimball, Droz, 1979
- Lettres de Marcel Jouhandeau à Max Jacob, 1923-1927, éd. Anne Kimball, Droz, 2002
- Michel Leiris - Marcel Jouhandeau, 1923-1977, éd. Louis Yvert et Denis Hollier, Gallimard, 2021